# Хансен, Каролине
Каролине Грэм Хансен (норв. Caroline Graham Hansen [kɑrʊliːnə ɡrɑːm hɑnsn̩]; род. 18 февраля 1995[…], Осло[…]) — норвежская футболистка, выступающая на позиции правого нападающего за испанский клуб «Барселона» в чемпионате Испании и за женскую сборную Норвегии. Она провела вторую половину сезона 2013 года в Швеции, играя за клуб «Тюресо». Хансен успела поиграть за сборные Норвегии различных возрастных категорий, дебютировав за главную в 2011 году. В 2013 году она вместе с командой стала серебряным призёром чемпионата Европы 2013 года.

## Клубная карьера
Родившаяся и выросшая в Осло Хансен играла за местный «Люн» до 15 лет и вместе с ним выиграла Кубке Норвегии среди команд девушек до 16 лет.
Хансен перешла в «Стабек» в августе 2010 года и дебютировала в Топпсериене на той же неделе, выйдя на замену на 73-й минуте в матче против «Донна». Она сделала голевую передачу в этой игре, в которой её команда победила со счётом 3:0. «Стабек» в том сезоне стал чемпионом Норвегии. Хансен в составе этой команды стала победительницей Кубка Норвегии в 2011 году, в финале которого «Стабек» обыграл «Рёа» после дополнительного времени в серии пенальти. Хансен помогла Катрин Педерсен сравнять счёт в дополнительное время, но стала единственной футболисткой «Стабека», промахнувшейся в серии пенальти.

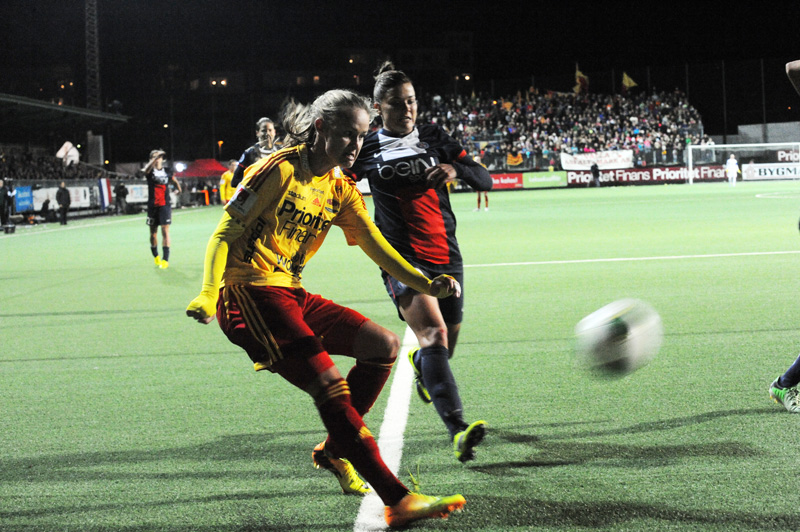
Каролина Хансен в игре за шведский «Тюресо» в 2013 году

В августе 2013 года Хансен подписала контракт с шведским клубом «Тюресо», действующим на тот момент чемпионом страны. Во второй половине сезона она выходила в стартовом составе в пяти из своих семи матчей в чемпионате и забила три гола. Она также внесла свой вклад в выход «Тюресо» в четвертьфинал женской Лиги чемпионов УЕФА 2013/2014 годов.
Хансен вернулась в «Стабек» в январе 2014 года, чтобы суметь закончить старшую школу, так как она не могла это сделать в Швеции. Она продолжала находиться в сфере интересов нескольких ведущих европейских клубов и намеревалась снова покинуть родину после окончания школы в июне 2014 года. Понимая, что женщины-футболистки не зарабатывают достаточно денег, чтобы обеспечить себе безбедное будущее после футбола, Хансен также планировала свою будущую карьеру после завершения карьеры игрока.

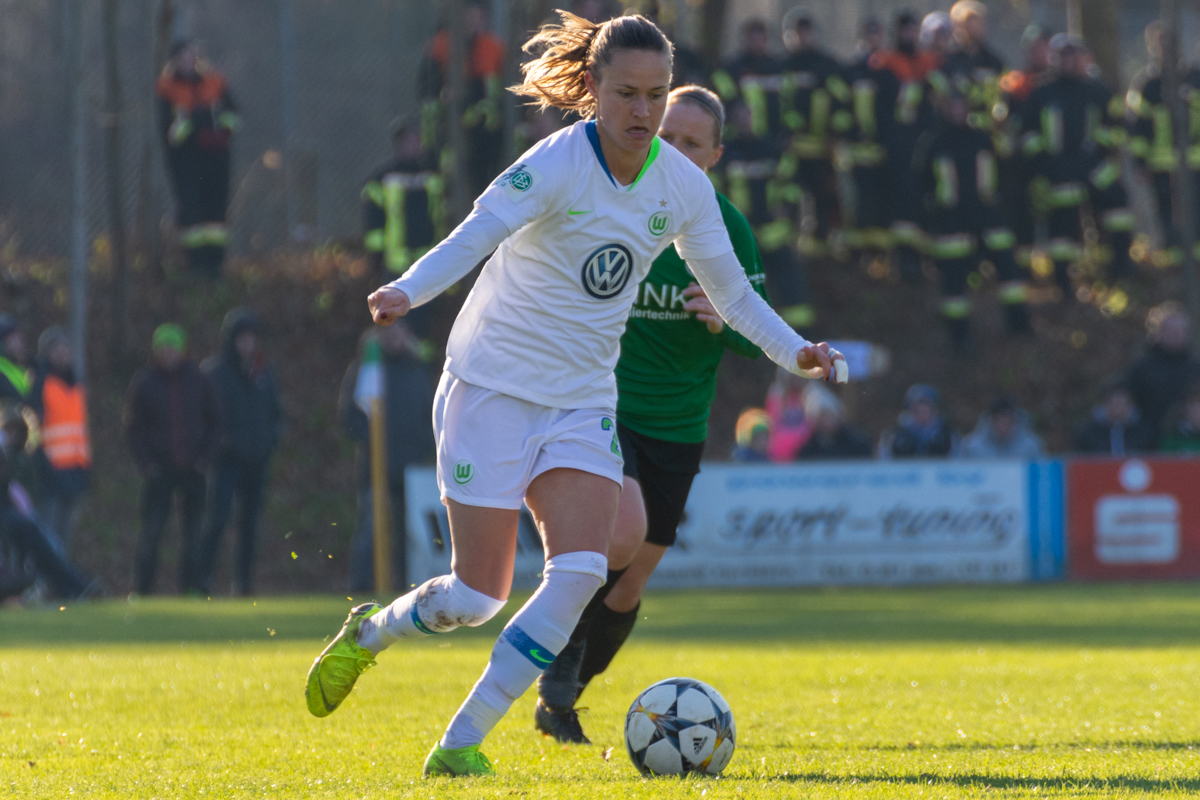
Каролина Хансен в игре за немецкий «Вольфсбург» в 2018 году

8 мая 2014 года немецкий клуб «Вольфсбург» объявил о подписании двухлетнего контракта с Хансен. Норвежские СМИ сообщили о том, что её годовая зарплата составит около 100 000 фунтов стерлингов.
Хансен с «Вольфсбургом» дважды выходила в финал женской Лиги чемпионов УЕФА в 2016 и 2018 годах, где оба раза её команда уступила французскому «Лиону». В сезонах 2016/17 и 2018/19 годов «Вольфсбург» также терпел поражения от «Лиона» на стадии четвертьфинала.

### «Барселона»
В мае 2019 года стало известно о подписании Хансен двухлетнего контракта с испанской «Барселоной». 20 мая норвежка подписала двухлетний контракт с каталонской командой.
25 ноября 2020 года была номинировала на ежегодную премию The Best FIFA 2020, вручаемую ФИФА. Каролина заняла итоговое девятое место, разделив его с одноклубницей Дженнифер Эрмосо, набрав итоговых 15 очков. Норвежскую нападающую на первое место поставили капитаны сборных Американских Самоа, Белоруссии, Каймановых островов, ЦАР, Кении, Малави, Нигерии, Норвегии, Восточного Тимора, Тринидада и Тобаго; тренеры сборных Аргентины, Белоруссии, Бурунди, ДР Конго, Эсватини, Гренады, Казахстана, Малайзии, Северной Ирландии, Суринама, Танзании, Уэльса; представители СМИ в Британских Виргинских островов, Доминике, Монтсеррате, России, Американских Виргинских островов, Зимбабве.
15 января 2021 года норвежская нападающая продлила с «Барселоной» до 30 июня 2023 года.
22 ноября 2021 года была номинировала на премию The Best FIFA 2021, вручаемую ФИФА. Каролина стала одной из тринадцати номинанток, в списке также присутствовали её партнеры по «Барселоне»: Алексия Путельяс (которая и получила эту премию), Дженнифер Эрмосо (вошла в тройку лучших), Айтана Бонмати (стала шестой). Сама же Хансен заняла девятое место, набрав двенадцать голосов. Норвежскую нападающую на первое место поставили капитаны сборных Антигуа и Барбуда, Ботсваны, Мексики, Украины; тренеры сборных Анголы, Белоруссии, Франции, Гватемалы, Южной Кореи, Свереной Ирландии, Омана, Раунды, Туниса, Замбии; представители СМИ из Белоруссии, Грузии, Сенегала.
Матч четвертого тура женского чемпионата Испании против клуба «Мадрид», сыгранный 1 октября 2022 года, стал сотым в сине-гранатовой футболке у норвежского вингера. В нём Каролина отличилась красивым забитым голом, пробежав с мячом в ног больше половины футбольного поля.
16 января 2023 года Хансен продлила свой контракт с каталонским клубом до 30 июня 2026.

## Карьера в сборной
В 2011 году 16-летняя Хансен была частью норвежской сборной до 19 лет, которая заняла второе место на чемпионате Европы среди девушек до 19 лет, проиграв в финале Германии. Она также был включена в состав национальной команды на чемпионат мира среди девушек до 20 лет, проходивший в 2012 году в Японии, где норвежки вышла в четвертьфинал.
В ноябре 2011 года Хансен дебютировала за главную сборную Норвегии, в матче против Бельгии. В июне 2012 года она забила свой первый гол за национальную команду, отметившись в разгроме сборной Болгарии со счётом 11:0, в котором она также выступила в роли ассистента в более чем половине голов норвежек.
Хансен была включена в состав сборной Норвегии на женский чемпионат Европы 2013 года её главным тренером-ветераном Эвеном Пеллерудом. Она вместе с нападающей Ада Хегерберг сыграла важную роль в успех норвежек, вышедших в финал турнира. В решающем матче на Френдс Арене Хансен заработала пенальти на 61-й минуте после того, как на ней сфолила Саскиа Бартусяк, но голкипер сборной Германии Надин Ангерер взяла свой второй пенальти в игре. Гол Ани Миттаг принёс немкам их шестой подряд титул чемпионок Европы.
Хансен не попала в заявку сборной на чемпионат мира 2015 года из-за того, что не смогла вовремя восстановиться после серьёзной травмы колена. Она была включена в состав национальной команды для участия на чемпионате Европы 2017 года.
В 2019 году было объявлено, что Хансен будет играть за Норвегию на чемпионате мира 2019 года. Она внесла свой вклад в выход норвежек в четвертьфинал турнира, в котором они уступили англичанкам.

## Статистика выступлений

### Клубная статистика
В сезоне 2015/16 Лиги чемпионов УЕФА не учтены оба полуфинальных матча против Франкфурта.
| Клуб             | Сезон            | Лига | Лига | Кубок | Кубок | Лига чемпионов | Лига чемпионов | Суперкубок страны | Суперкубок страны | Кубок Каталонии | Кубок Каталонии | Итого | Итого |
| Клуб             | Сезон            | Игры | Голы | Игры  | Голы  | Игры           | Голы           | Игры              | Голы              | Игры            | Голы            | Игры  | Голы  |
| ---------------- | ---------------- | ---- | ---- | ----- | ----- | -------------- | -------------- | ----------------- | ----------------- | --------------- | --------------- | ----- | ----- |
| Стабек           | 2010             | 7    | 1    | 0     | 0     | -              | -              | -                 | -                 | -               | -               | 7     | 1     |
| Стабек           | 2011             | 19   | 8    | 2     | 0     | 2              | 0              | -                 | -                 | -               | -               | 23    | 8     |
| Стабек           | 2012             | 21   | 7    | 5     | 4     | 3              | 0              | -                 | -                 | -               | -               | 29    | 11    |
| Стабек           | 2013             | 15   | 10   | 2     | 2     | -              | -              | -                 | -                 | -               | -               | 17    | 12    |
| Стабек           | 2014             | 9    | 2    | 1     | 1     | 0              | 0              | -                 | -                 | -               | -               | 10    | 3     |
| Стабек           | Итого            | 71   | 28   | 10    | 7     | 5              | 0              | 0                 | 0                 | 0               | 0               | 86    | 35    |
| Тюресё           | 2013             | 7    | 3    | 1     | 0     | 4              | 0              | -                 | -                 | -               | -               | 12    | 3     |
| Тюресё           | Итого            | 7    | 3    | 1     | 0     | 4              | 0              | 0                 | 0                 | 0               | 0               | 12    | 3     |
| Вольфсбург       | 2014/15          | 17   | 7    | 4     | 2     | 6              | 2              | -                 | -                 | -               | -               | 27    | 11    |
| Вольфсбург       | 2015/16          | 13   | 6    | 2     | 2     | 4              | 3              | -                 | -                 | -               | -               | 19    | 11    |
| Вольфсбург       | 2016/17          | 16   | 6    | 3     | 1     | 4              | 1              | -                 | -                 | -               | -               | 23    | 8     |
| Вольфсбург       | 2017/18          | 20   | 2    | 3     | 3     | 8              | 2              | -                 | -                 | -               | -               | 31    | 7     |
| Вольфсбург       | 2018/19          | 22   | 8    | 4     | 4     | 6              | 2              | -                 | -                 | -               | -               | 32    | 14    |
| Вольфсбург       | Итого            | 88   | 29   | 16    | 12    | 28             | 10             | 0                 | 0                 | 0               | 0               | 132   | 51    |
| Барселона        | 2019/20          | 14   | 7    | 2     | 1     | 6              | 0              | 2                 | 1                 | 2               | 0               | 26    | 9     |
| Барселона        | 2020/21          | 23   | 8    | 3     | 2     | 9              | 3              | 1                 | 0                 | -               | -               | 36    | 13    |
| Барселона        | 2021/22          | 23   | 5    | 1     | 0     | 9              | 2              | 2                 | 3                 | -               | -               | 35    | 10    |
| Барселона        | 2022/23          | 13   | 11   | 0     | 0     | 6              | 2              | 0                 | 0                 | -               | -               | 19    | 13    |
| Барселона        | 2023/24          | 25   | 21   | 3     | 3     | 10             | 5              | 2                 | 3                 | -               | -               | 40    | 32    |
| Барселона        | 2024/25          | 22   | 11   | 4     | 0     | 9              | 3              | 2                 | 2                 | -               | -               | 37    | 16    |
| Барселона        | Итого            | 120  | 63   | 13    | 6     | 49             | 15             | 9                 | 9                 | 2               | 0               | 193   | 93    |
| Всего за карьеру | Всего за карьеру | 0    | 0    | 0     | 0     | 63             | 21             | 0                 | 0                 | 0               | 0               | 0     | 0     |

### Голы за сборную
| Гол | Дата             | Место                                                  | Соперник          | Результат | Соревнование                                 |
| --- | ---------------- | ------------------------------------------------------ | ----------------- | --------- | -------------------------------------------- |
| 1.  | 16 июня 2012     | Сарпсборг, Сарпсборг, Норвегия                         | Болгария          | 11-0      | отбор чемпионата Европы 2013                 |
| 2.  | 6 марта 2013     | Муниципальный стадион Бела-Вишта, Портиман, Португалия | Португалия        | 0-2       | Кубок Алгарве 2013                           |
| 3.  | 7 июля 2013      | Меллёс, Мосс, Норвегия                                 | Россия            | 2-3       | товарищеский матч                            |
| 4.  | 7 июля 2013      | Меллёс, Мосс, Норвегия                                 | Россия            | 2-3       | товарищеский матч                            |
| 5.  | 25 сентября 2013 | Уллевол, Осло, Норвегия                                | Бельгия           | 4-1       | отбор чемпионата мира 2015                   |
| 6.  | 26 октября 2013  | Сарпсборг, Сарпсборг, Норвегия                         | Албания           | 7-0       | отбор чемпионата мира 2015                   |
| 7.  | 26 октября 2013  | Сарпсборг, Сарпсборг, Норвегия                         | Албания           | 7-0       | отбор чемпионата мира 2015                   |
| 8.  | 26 октября 2013  | Сарпсборг, Сарпсборг, Норвегия                         | Албания           | 7-0       | отбор чемпионата мира 2015                   |
| 9.  | 30 октября 2013  | Крас, Волендам, Нидерланды                             | Нидерланды        | 1-2       | отбор чемпионата мира 2015                   |
| 10. | 14 июня 2014     | Бранн, Берген, Норвегия                                | Греция            | 6-0       | отбор чемпионата мира 2015                   |
| 11. | 13 сентября 2014 | Нико Дована, Дуррес, Албания                           | Албания           | 0-11      | отбор чемпионата мира 2015                   |
| 12. | 13 сентября 2014 | Нико Дована, Дуррес, Албания                           | Албания           | 0-11      | отбор чемпионата мира 2015                   |
| 13. | 22 января 2016   | Ла-Манга, Ла-Манга, Испания                            | Румыния           | 0-6       | товарищеский матч                            |
| 14. | 9 марта 2016     | Ван Донге и Де Ро, Роттердам, Нидерланды               | Швейцария         | 2-1       | квалификационный турнир Олимпийских игр 2016 |
| 15. | 15 сентября 2016 | Акер, Мольде, Норвегия                                 | Казахстан         | 10-0      | отбор чемпионата Европы 2017                 |
| 16. | 15 сентября 2017 | Фредрикстад, Фредрикстад, Норвегия                     | Северная Ирландия | 4-1       | отбор чемпионата мира 2019                   |
| 17. | 19 сентября 2017 | Сарпсборг, Сарпсборг, Норвегия                         | Словакия          | 6-1       | отбор чемпионата мира 2019                   |
| 18. | 19 сентября 2017 | Сарпсборг, Сарпсборг, Норвегия                         | Словакия          | 6-1       | отбор чемпионата мира 2019                   |
| 19. | 28 ноября 2017   | Муниципальный стадион, Марбелья, Испания               | Канада            | 3-2       | товарищеский матч                            |
| 20. | 10 апреля 2018   | Шемрок Парк, Портадаун, Северная Ирландия              | Северная Ирландия | 0-3       | отбор чемпионата мира 2019                   |
| 21. | 10 апреля 2018   | Шемрок Парк, Портадаун, Северная Ирландия              | Северная Ирландия | 0-3       | отбор чемпионата мира 2019                   |
| 22. | 12 июня 2018     | Викинг, Ставангер, Норвегия                            | Ирландия          | 1-0       | отбор чемпионата мира 2019                   |
| 23. | 17 января 2019   | Ла-Манга, Ла-Манга, Испания                            | Шотландия         | 1-3       | товарищеский матч                            |
| 24. | 17 января 2019   | Ла-Манга, Ла-Манга, Испания                            | Шотландия         | 1-3       | товарищеский матч                            |
| 25. | 6 марта 2019     | Estadio Bela Vista Parchel, Алгарве, Португалия        | Польша            | 0-3       | Кубок Алгарве 2019                           |
| 26. | 17 июня 2019     | Огюст Делон, Реймс, Франция                            | Республика Корея  | 1-2       | чемпионат мира 2019                          |
| 27. | 30 августа 2019  | Сивью, Белфаст, Северная Ирландия                      | Северная Ирландия | 0-6       | отбор чемпионата Европы 2021                 |
| 28. | 30 августа 2019  | Сивью, Белфаст, Северная Ирландия                      | Северная Ирландия | 0-6       | отбор чемпионата Европы 2021                 |
| 29. | 30 августа 2019  | Сивью, Белфаст, Северная Ирландия                      | Северная Ирландия | 0-6       | отбор чемпионата Европы 2021                 |
| 30. | 3 сентября 2019  | Бранн, Берген, Норвегия                                | Англия            | 2-1       | товарищеский матч                            |
| 31. | 4 октября 2019   | Борисов-Арена, Борисов, Беларусь                       | Беларусь          | 1-7       | отбор чемпионата Европы 2021                 |
| 32. | 4 октября 2019   | Борисов-Арена, Борисов, Беларусь                       | Беларусь          | 1-7       | отбор чемпионата Европы 2021                 |
| 33. | 8 октября 2019   | Торсволлур, Торсхавн, Фареры                           | Фарерские острова | 0-13      | отбор чемпионата Европы 2021                 |
| 34. | 8 октября 2019   | Торсволлур, Торсхавн, Фареры                           | Фарерские острова | 0-13      | отбор чемпионата Европы 2021                 |
| 35. | 8 октября 2019   | Торсволлур, Торсхавн, Фареры                           | Фарерские острова | 0-13      | отбор чемпионата Европы 2021                 |
| 36. | 8 ноября 2019    | Викинг, Ставангер, Норвегия                            | Северная Ирландия | 6-0       | отбор чемпионата Европы 2021                 |
| 37. | 8 ноября 2019    | Викинг, Ставангер, Норвегия                            | Северная Ирландия | 6-0       | отбор чемпионата Европы 2021                 |
| 38. | 10 марта 2020    | Алгарве, Фару, Португалия                              | Новая Зеландия    | 2-1       | Кубок Алгарве 2020                           |

## Достижения

### Командные
«Стабек»
- Чемпионка Норвегии (2): 2010, 2013
- Обладательница Кубка Норвегии (3): 2011, 2012, 2013

 «Вольфсбург»
- Чемпионка Германии (3): 2016/17, 2017/18, 2018/19
- Обладательница Кубка Германии (5): 2014/15, 2015/16, 2016/17, 2017/18, 2018/19

 «Барселона»
- Чемпионка Испании (5): 2019/20, 2020/21, 2021/22, 2022/23, 2023/24
- Обладательница Кубка Испании (3): 2019/20, 2020/21, 2021/22
- Победительница Лиги чемпионов УЕФА (2): 2020/21, 2022/23
- Обладательница Суперкубка Испании (4): 2019/20, 2021/22, 2022/23, 2023/24
- Обладательница Кубка Каталонии (1): 2019

Итого: 15 трофеев

### Личные
- Команда сезона Лиги чемпионов УЕФА (2): 2019/20, 2020/21[33]